# Pixel Buds
O Pixel Buds é uma linha de fones de ouvido sem fio desenvolvida e comercializada pelo Google. Os Pixel Buds de primeira geração foram lançados em 4 de outubro de 2017, no evento de lançamento Made by Google, e ficaram disponíveis para pré-encomenda na Google Store no mesmo dia. Eles têm o Google Assistente integrado e suportam o Google Tradutor. Os Pixel Buds de segunda geração (às vezes conhecidos como Pixel Buds 2 ou Pixel Buds 2020 para distingui-los dos fones de ouvido de primeira geração) foram anunciados no evento de hardware Pixel 4 em 15 de outubro de 2019. Eles foram lançados em 27 de abril de 2020 e estrearam com críticas positivas.
Em junho de 2021, o Google anunciou o Pixel Buds A-Series, uma variante intermediária dos Pixel Buds de segunda geração. Em maio de 2022, o Google anunciou o Pixel Buds Pro, uma variante premium do Pixel Buds com recursos adicionais, incluindo cancelamento de ruído ativo.

## Primeira geração
Os Pixel Buds foram anunciados no evento anual de hardware do Google em 4 de outubro de 2017, juntamente com seu smartphone Pixel 2 de segunda geração. As opções de cores para os Pixel Buds complementavam o Pixel 2 e carregavam os mesmos nomes: Just Black, Clearly White e Kinda Blue, referindo-se à cor da tampa circular de plástico visível na orelha. Depois que os Pixel Buds de segunda geração foram anunciados em outubro de 2019, o Google removeu a primeira geração de sua loja.